# Abantis meru
Abantis meru là một loài bướm ngày thuộc họ Bướm nhảy. Loài này có ở Kenya, xuất hiện ở những cao nguyên phía đông của Thung lũng Tách giãn Lớn.
Ấu trùng của loài này ăn  Vernonia jugalis.